# 정읍 내장사 조선동종
내장사 조선동종(內藏寺 朝鮮銅鐘)은 대한민국 전북특별자치도 정읍시에 있는 종이다. 1974년 9월 27일 전라북도의 유형문화재 제49호로 지정되었다.

## 개요
총 높이 80cm, 몸체 길이 60cm, 입 지름 50cm로, 소형이나 명문이 확실한 조선 후기 범종의 특징이 잘 나타나 있다.
입 주변에는 한개의 덩굴무늬 띠를 둘렀으며, 어깨 부위에는 덩굴무늬 띠와 물결무늬 띠가 잇대어 배열되어 있다. 어깨 아래로는 2줄로 만든 작은 원 안에 범자를 도들새김 하였으며, 24개의 원을 배열하여 문양을 만들었다. 몸체 중앙에는 정사각형의 유곽을 4개 두고 안에는 9개의 유두를 도드라지게 새겼다. 유곽을 만든 띠는 덩굴무늬로 채웠다. 유곽과 유곽 사이에는 보살상을 양각하였다. 몸체의 맨 윗부분에는 꽃을 세워 장식한 듯한 문양이 있다.
이 동종은 내장사가 중건되자 전남 보림사에서 옮겨 왔는데, 일제시대 후기에 원적암에 은닉하였고, 한국전쟁 때 정읍시내 포교당에 피난시켜 보전하였다.

## 같이 보기
- 내장사지

## 참고 자료
- 내장사조선동종 - 국가유산청 국가유산포털
- 이 문서에는 문화재청에서 공공누리 제1유형으로 배포된 자료를 바탕으로 한 내용이 포함되어 있습니다.